# Де Ланглад, Шарль Мишель
Шарль Мишель де Ланглад (фр. Charles Michel de Langlade; 9 мая 1729 — 26 июля 1801), сын индианки племени оттава и франкоканадца, торговец пушниной и военный. Возглавлял индейцев оттава и в разное время был союзником французов, британцев и американцев. Был участником Франко-Индейской войны и, считается, оборонял форт Дюкен во время похода британского генерала Брэддока, хотя современные историки считают его участие вымыслом. Впоследствии был офицером форта Мишилимакино и офицером индейского департамента французской Канады. После поражения французов в войне Де Ланглад подчинился англичанам. Во время Американской Войны за Независимость сражался на стороне англичан против американцев и союзных им индейцев. Как владелец торговой фактории с 1745 года Де Ланглад считается «отцом Висконсина».

## Разгром Брэддока
В 1857 году Огастин Гриньон, внук Ланглaда, рассказал историку Лиману Дрейперу об участии своего деда в разгроме английской армии Эдварда Брэддока на реке Мононгахила в 1755 году (в Сражении на Мононгахиле). По этой версии, Ланглaд присутствовал в форте Дюкен, когда к форту приближался Брэддок, и 9 июля, когда Де Божо, командир форта, выступил навстречу англичанам, Ланглaд отправился с ним во главе отряда индейцев. Они видели, как англичане вышли к реке Мононгахила и остановились на обед. Ланглaд предложил напасть на противника врасплох, но Де Божо колебался, тогда Ланглaд снова предложил напасть, и на этот раз все индейские вожди поддержали его, и Де Божо нехотя дал согласие. В итоге была одержана победа. Многие историки XIX века согласились с этой версией, и многие английские генералы действительно считали, что Ланглaд задумал и осуществил эту атаку.
Вместе с тем версия Гриньона содержит множество несоответствий. Англичане не останавливались на обед, а само нападение было задумано ещё 8 июля. Отчёты французских офицеров говорят о том, что индейцы, вопреки показаниям Гриньона, неохотно шли навстречу англичанам. Офицерские отчёты упоминают среди командиров Де Божо, Дюма и Линьери, но не упоминают Ланглaда. Те английские источники, что признают участие Ланглaда, написаны гораздо позже и их авторы не были участниками сражения. После сражения были составлены списки участвовавших офицеров, но они не содержат имени Ланглaда.
Историк Дэвид Престон писал, что для Де Божо не было смысла назначать командиром офицера в звании энсина, поскольку у него были другие офицеры в более высоком звании и с более богатым опытом ведения иррегулярной войны. Престон писал, что миф о Ланглaде заслонил собой тот факт, что многие французские офицеры уже много лет успешно командовали индейскими отрядами в боях против англичан, владели навыками боя в лесу и навыками общения с индейцами.
Современные историки предполагают, что Ланглaд не присутствовал в форте, а вся история была им придумана в то время, когда он перешёл на британскую службу и хотел тем самым показать свою ценность для английской армии.